# Bill Jemas
Bill Jemas est un scénariste et responsable éditorial de comics. Il a été vice-président de Marvel Comics.

## Biographie
Bill Jemas après un diplôme de Baccalauréat universitaire ès lettres en 1980 est titulaire du grade de Juris Doctor en 1983,,.D'abor avocat fiscaliste, il travaille ensuite pour la National Basketball Association. Il devient plus tard président de Fleer puis en 1993 vice president de Marvel Entertainment Group. En janvier 2000, il est président de Marvel Comics. Il y est une figure controversée.
Pour permettre à Marvel de s'éloigner des menaces de faillite, il nomme Joe Quesada comme rédacteur en chef à la place de Bob Harras. Sous sa direction Marvel lance la collection Marvel MAX, arrête Marvel Knights et ne soumet plus les comics au Comics Code. Jemas et Quesada décident aussi d'augmenter le nombre de recueils de comics. Marvel gagne de nouveau de l'argent et les deux reçoivent des critiques positives.
Peu à peu cependant Jemas perd la confiance des instances financières de Marvel dont Avi Arad. De plus, Jemas décide de relancer  Epic Comics qui accueille  des œuvres dont les auteurs gardent les droits mais il cherche à imposer ses vues ce qui heurte les auteurs. Il quitte alors Marvel bien qu'il continue à travailler pour la sociétéjusqu' en mi-2004. Il écrit aussi plusieurs comics.
Après avoir définitivement quitté Marvel, Jemas fonde la société 360ep. Il développe Freeware Bible qui traduit les mots du texte original de la Bible en Araméen ou en Hébreu en Anglais dans le but d'écrire une traduction de la Bible plus proche de l'original. En 2012, Jemas annonce la création d'une société spécialisée dans les comics en ligne le Transverse Universe,.